# Astragalus bifoliolatus
Astragalus bifoliolatus es una especie de planta del género Astragalus, de la familia de las leguminosas, orden Fabales.
Fue descrita científicamente por Sirj. & Rech. fil.